# Hengeldwergspanner
De hengeldwergspanner (Eupithecia plumbeolata) is een nachtvlinder uit de familie van de spanners (Geometridae). 

## Kenmerken
De voorvleugellengte bedraagt tussen de 9 en 10 mm. De basiskleur van de voorvleugel vrij licht bruingrijs. Over de voorvleugel lopen fijne zwakgetekende dwarslijntjes. De soort lijkt sterk op de bosrankdwergspanner maar heeft geen roodbruine band om het achterlijf. De soort is moeilijk op naam te brengen.

## Levenscyclus
De hengeldwergspanner gebruikt hengel en ratelaar als waardplanten. De rups is te vinden van eind juni tot september. De rups leeft van de bloemen en onrijpe vruchten. De soort overwintert als pop. Er is jaarlijks een generatie die vliegt van eind april tot halverwege augustus.

## Voorkomen
De soort komt verspreid van Europa tot het gebied van de Amoer. De hengeldwergspanner is in Nederland een zeldzame en in België een zeer zeldzame soort. 